# Công ty công nghệ
"Công nghệ", trong bối cảnh này, chủ yếu có nghĩa là công nghệ dựa trên điện tử. Điều này có thể bao gồm, ví dụ, kinh doanh liên quan đến điện tử kỹ thuật số, phần mềm và các dịch vụ liên quan đến internet, chẳng hạn như dịch vụ thương mại điện tử.
Theo Fortune, Tính đến  năm 2020, mười công ty công nghệ lớn nhất tính theo doanh thu là: Apple Inc., Samsung, Foxconn, Alphabet Inc., Microsoft, Huawei, Dell Technologies, Hitachi, IBM và Sony. Amazon có doanh thu cao hơn Apple, nhưng được Fortune xếp vào lĩnh vực bán lẻ. Những công ty có lợi nhuận cao nhất được liệt kê vào năm 2020 là Apple Inc., Microsoft, Alphabet Inc., Intel, Facebook, Samsung và Tencent.
Apple Inc., Alphabet Inc., Facebook, Microsoft và Amazon.com, Inc. thường được gọi là 5 công ty công nghệ đa quốc gia có trụ sở tại Hoa Kỳ. Năm công ty công nghệ này thống trị các chức năng chính, các kênh thương mại điện tử và thông tin của toàn bộ hệ sinh thái Internet. Tính đến năm 2017, Big Five có mức định giá tổng hợp hơn 3,3 nghìn tỷ USD và chiếm hơn 40% giá trị của chỉ số Nasdaq 100.
Nhiều công ty công nghệ lớn nổi tiếng về sự đổi mới, hàng năm chi số tiền lớn cho nghiên cứu và phát triển. Theo xếp hạng 1000 đổi mới toàn cầu năm 2017 của PwC, các công ty công nghệ chiếm 9 trong số 20 công ty sáng tạo nhất trên thế giới, với chi tiêu nhiều nhất cho R&D (tính theo chi tiêu) là Amazon, tiếp theo là Alphabet Inc. và sau đó là Intel.
Do nhiều công ty công nghệ có ảnh hưởng và các công ty khởi nghiệp công nghệ mở văn phòng ở gần nhau, một số khu công nghệ đã phát triển ở nhiều lĩnh vực khác nhau trên toàn cầu. Chúng bao gồm: Thung lũng Silicon ở Khu vực Vịnh San Francisco, Bến tàu Silicon ở Dublin, Đồi Silicon ở Austin, Thành phố Công nghệ ở London; Thành phố Truyền thông Kỹ thuật số ở Seoul, Zhongguancun ở Bắc Kinh và Khu Công nghệ Quốc tế ở Bangalore.
Các công ty công nghệ thông tin (CNTT) và các công ty công nghệ cao là các tập hợp con của tập hợp các công ty công nghệ.